# Jehan de Witte
Jehan de Witte (né Jean Gaspard Marie de Witte le 22 décembre 1855 à Paris, où il est mort le 10 janvier 1937) est un historien et écrivain français.

## Biographie
Il est le fils de l'académicien et baron Jean de Witte et de la comtesse Anne de Crespin de Billy.
Il épouse en 1886 la comtesse Eliane des Isnards-Suze.
Le château de Suze-la-Rousse sera transmis à leur fille, Germaine. Celle-ci devint veuve pendant la Première guerre mondiale. Le château fut donné à la fondation des Orphelins Apprentis d’Auteuil (association caritative). Depuis 1978 le château abrite l’Université du vin.

## Publications
- En Palestine, éditions P. Téqui, 1889.
- Rome et l’Italie sous Léon XIII, , éditions P. Téqui, 1892.
- Le Commandeur J.B. de Rossi, ses découvertes aux catacombes, éditions  Desclée, de Brouwer, 1895.
- En Hongrie – Les Roumains de Transylvanie, éditions De Soye, 1897.
- L’Evolution de la question d’Orient dans les Balkans, éditions Scheppens, 1900.
- Des Alpes bavaroises aux Balkans, éditions Plon, 1903
- Quinze ans d’histoire 1866-1881 d’après les mémoires du roi de Roumanie et les témoignages contemporains, éditions Plon, 1905.
- Les Deux Congo : 35 ans d'apostolat au Congo français, Mgr Augouard ; les origines du Congo belge, Paris, Plon-Nourrit, 1913, prix Marcelin Guérin de l’Académie française
- Monseigneur Augouard Archevêque titulaire de Cassiopée (de), ses notes de voyage et sa correspondance, sa vie, Émile-Paul Frères éditeurs 1924, prix Juteau-Duvigneaux de l’Académie française en 1925.